# John Nettleton
John Nettleton (Londra, 5 novembre 1929 – 14 luglio 2023) è stato un attore britannico.

## Biografia
Fu principalmente attivo negli anni sessanta, soprattutto in serie televisive, ma lavorò anche nel cinema in film come Oliver Twist (2005), in cui interpretava uno dei due magistrati.
Nettleton è morto nell'estate del 2023, all'età di 93 anni.

## Vita privata
Era sposato con l'attrice Deirdre Doone.

## Filmografia parziale

### Cinema
- Un uomo per tutte le stagioni (A Man for All Seasons), regia di Fred Zinnemann (1966)
- Il mostro della strada di campagna (And Soon the Darkness), regia di Robert Fuest (1970)
- Criniera selvaggia (Black Beauty), regia di James Hill (1971)
- Creature grandi e piccole (All Creatures Great and Small), regia di Claude Whatham (1975) - film TV
- Bruciante segreto (Burning Secret), regia di Andrew Birkin (1988)
- Le amiche americane (American Friends), regia di Tristram Powell (1991)
- Jinnah, regia di Jamil Dehlavi (1998)
- Oliver Twist, regia di Roman Polański (2005)

### Televisione
- Conceptions of Murder (Conceptions of Murder) – serie TV, episodio 1x06 (1970)
- Poliziotti in cilindro: i rivali di Sherlock Holmes (The Rivals of Sherlock Holmes) – serie TV, 2 episodi (1971-1973)
- Gli invincibili (The Protectors) – serie TV, episodio 1x19 (1973)
- Yes Minister – serie TV, 8 episodi (1980-1984)
- L'ispettore Barnaby (Midsomer Murders) – serie TV, episodio 8x03 (2005)